# Lars Olsson (lantbrukare)
Lars Olsson, född 19 oktober 1867 i Burlövs församling, Malmöhus län, död där 17 november 1955, var en svensk lantbrukare.
Olsson, som var son till lantbrukare Måns Olsson och Elsa Larsdotter, genomgick Hvilans folkhögskola 1886–1887 och lantmannaskola 1887–1888, praktiserade i Danmark 1889–1890 och övertog 1894 fädernegården n:r 5 Åkarp i Burlövs socken. Han valdes till vice ordförande i Skånska trädgårdsföreningen 1926.
Olsson innehade en lång rad förtroendeuppdrag; han var bland annat ledamot av styrelserna för Hvilans folkhögskola och Alnarps lantbruksinstitut, vice ordförande i Burlövs skolråd och kyrkoråd, ordförande i municipalstyrelsen, ledamot av fastighetstaxeringsnämnden, ledamot av statens redskapsprovningsnämnd i Alnarp, styrelsen för dövstumskolan i Lund, domänvärderingsnämnden i Malmöhus län, styrelsen för Bara härads hembygdsförening, ledamot av Malmöhus läns landsting, ordförande i styrelsen för högre folkskolan, i municipalstämman, Hvilans mejeriförening, Skånska Lantmännens lokalförening i Åkarp, Skånes andelsslakteriförening och vice ordförande i Malmöhus läns egnahemsförening.